# My Cousin
My Cousin es una película dramática muda estadounidense de 1918 dirigida por Edward José y escrita por Margaret Turnbull. La película está protagonizada por Enrico Caruso, Henry Leone, Carolina White, Joseph Riccardi, AG Corbelle y Bruno Zirato. La película fue estrenada el 24 de noviembre de 1918 por Paramount Pictures.

## Argumento
Como se describe en una revista de cine, Tommasso Longo (Caruso), un pobre artista que se gana la vida modelando moldes de yeso, se jacta orgullosamente de ser primo de Caroli (también Caruso), el gran tenor, a quien se parece mucho. Tommasso está enamorado de Rosa Ventura (White), cajera en el restaurante de su padre, y aunque coquetea con Roberto Lombardi (Leone), ama a Tommasso. Van juntos a la ópera, y Roberto se pone celoso y ridiculiza la afirmación de Tommasso de una relación con el tenor. Caroli llega al restaurante donde cenan Tommasso y Rosa después del espectáculo. Cuando Caroli se va, no reconoce a Tommasso como su pariente. Rosa se indigna con Tommasso y se niega a escuchar más sus votos de devoción. Decidido a cuadrarse ante los ojos de su amada, va al apartamento del gran tenor, pero es cortésmente enviado a casa. Ludovico (Bray), un chico de los recados en el estudio de Tommasso, va a Caroli y le revela la verdad. Caroli visita a su primo en su estudio y le indica que termine un busto de él. Con la bendición de Caroli sobre ellos, se gana el amor de Rosa una vez más.

## Reparto
- Enrico Caruso como Tommasso Longo / Cesare Caroli.
- Henry Leone como Roberto Lombardi.
- Carolina White como Rosa Ventura.
- Joseph Riccardi como Pietro Ventura.
- AG Corbelle como Luigi Veddi.
- Bruno Zirato como Secretario.
- Will H. Bray como Ludovico.